# Estudios académicos sobre Wikipedia
Se ha llevado a cabo numerosos estudios académicos sobre Wikipedia publicados en distintos medios especializados. Este tipo de investigaciones pueden dividirse en dos categorías: aquellos estudios que analizan la producción y la fiabilidad de los contenidos, y aquellos otros que se centran en los aspectos sociales de la enciclopedia.

## Aspectos de contenido

### Relación entre cantidad de ediciones y visitas
En una investigación llevada a cabo por un grupo de seis miembros de la Universidad de Minnesota se efectuó una medida de la relación entre el número de ediciones de los usuarios y el número de visitas que recibían sus escritos. Se utilizó el factor PMW como medida. En palabras de los autores, «cada vez que un artículo es visitado, cada una de sus palabras recibe un punto PMW [persistent word views en inglés]. Cuando una palabra escrita por un editor X es leída, el autor recibe asimismo un punto». El número de veces que un artículo había sido visitado se estimaba directamente de los registros de los servidores web. 
Los investigadores analizaron 25 billones de puntos PMW, atribuibles a usuarios registrados en el intervalo del 1 de septiembre de 2002 al 31 de octubre de 2006. Al final de este período, el 10% de los usuarios con mayor número de ediciones contaban con el 86% de los puntos PWV, el 1% con el 70% de PWV y un pequeño grupo de editores (el 0,1% de los usuarios con mayor número de ediciones) con el 44%; es decir, cerca de la mitad del valor de Wikipedia en los términos empleados en este estudio. Los diez editores con mayor número de puntos PWV aportaron únicamente el 2,6% de los PDD totales y solo tres de entre ellos se encontraban entre los cincuenta usuarios con mayor número de ediciones. De estos datos, los autores del estudio derivaron la siguiente relación:

El aumento de PWV de un editor se relaciona superexponencialmente con el número de ediciones; en otras palabras, las ediciones de los usuarios de élite (aquellos con mayor número de ediciones) tienen más «valor» del que les correspondería según una relación exponencial

El estudio también analizó el impacto de los bots sobre el contenido. Bajo el criterio del número de ediciones, los bots dominan Wikipedia; nueve de los diez y veinte de los cincuenta usuarios con mayor número de ediciones son bots. En contraste, en el ranking PWV aparecía únicamente dos bots entre los cincuenta primeros usuarios, y ninguno de ellos figuraba entre los mayores diez.
Basándose en el continuo crecimiento de la influencia de ese 0,1% de editores con mayor puntuación PWV, el estudio concluyó:

Los usuarios que editan con más frecuencia dominan lo que las personas ven cuando visitan Wikipedia y [...] esta dominación no hace más que aumentar.

### Distribución del trabajo
Un informe afirmaba la «estratificación social de la sociedad wikipédica» debido a la presencia de la «clase de los bibliotecarios». El documento sugería que tal estratificación podría resultar beneficiosa en algunos aspectos, pero reconocía claras diferencias en el poder de que gozaban los distintos estratos, diferencias que se derivaban de las diferencias en estatus y poder entre los bibliotecarios y el resto de usuarios.
Analizando el historial de ediciones de Wikipedia hasta julio de 2006, el mismo estudio determinó que la importancia de las ediciones de los bibliotecarios en los contenidos había ido disminuyendo progresivamente desde 2003, cuando los bibliotecarios efectuaban aproximadamente el 50% del total de ediciones hasta 2006, cuando solo el 10% de las ediciones había sido realizado por bibliotecarios. Todo esto a pesar del hecho de que el número medio de ediciones por bibliotecario se había incrementado una media de cinco veces durante el mismo período.
Este hecho fue bautizado por los autores del estudio como el «fenónemeno del ascenso de las masas». Un análisis que usaba como medida el número de palabras editadas en lugar del número de ediciones mostraba un patrón similar. Y puesto que el hecho de ser o no bibliotecario no guarda relación alguna con el número de ediciones, el estudio consideraba asimismo una diferenciación de los usuarios en categorías basándose en el número de ediciones. Los resultados respecto a los usuarios «de élite», esto es, aquellos con más de 10 000 ediciones en su haber, guardaban relación con los resultados obtenidos por los bibliotecarios, excepto en el hecho de que «el número de palabras editadas por estos usuarios de élite se ha mantenido a la par con el número de ediciones efectuadas por usuarios novatos, si bien el número de ediciones de estos últimos ha crecido proporcionalmente de forma más rápida». Estos usuarios de élite eran los responsables del 30% del total de ediciones de 2006. 
El estudio concluye:

De modo que, aunque su influencia no ha sido tan intensa en los últimos años, los usuarios de élite continúan aportando una parte considerable de los contenidos de Wikipedia. Por otra parte, [...] las ediciones de estos usuarios parecen ser estables por naturaleza. [...] El análisis efectuado eliminando ediciones revertidas o eliminadas no modifica significativamente estos resultados.

### Distribución geográfica
Los artículos de Wikipedia cubren cerca de medio millón de lugares del mundo. Sin embargo, la investigación llevada a cabo en el Oxford Internet Institute demostró que la distribución geográfica de estos artículos es muy poco uniforme. La mayoría de los artículos tratan ciertas áreas geográficas como América del Norte, Europa o Asia Oriental, pero la cobertura de amplias zonas del mundo en desarrollo, como África, es muy escasa.

## Aspectos sociales

### Distribución por sexo
Un estudio de 2007 reproducido en Time mostró que los visitantes de Wikipedia se dividían en partes iguales entre hombres y mujeres, pero que el 60% de las ediciones era realizado por usuarios varones.

### Políticas y convenciones
Un estudio descriptivo que analizó las políticas y convenciones de la edición en inglés de Wikipedia activas hasta septiembre de 2007 contabilizaba:
- 44 políticas oficiales
- 248 convenciones

Incluso una política breve como «Ignore all rules» había generado una gran cantidad de discusiones y clarificaciones:

Mientras que la redacción de la política oficial «Ignore all rules» cuenta con tan solo 16 palabras, la página que explica su significado contiene cerca de 500, refiere al lector a otros siete documentos, ha generado más de 8000 palabras de discusión y ha sido editada más de cien veces en menos de un año.

El estudio efectuó unas medidas acerca de la expansión que había sufrido la redacción de algunas de las políticas más importantes desde su creación:
- «Ignore all rules»: 3600 % (incluyendo los documentos adicionales que la explican)
- «Consensus»: 1 557 %
- «Copyrights»: 938 %
- «What Wikipedia is not»: 929 %
- «Deletion policy»: 580 %
- «Civility»: 124 %

La cifra relativa a la «Deletion policy» se consideró no concluyente, puesto que dicha política se hallaba dividida en varias subpolíticas.

### Luchas de poder
Un estudio de 2007 dirigido por investigadores de la Universidad de Washington y HP Labs examinaba cómo eran aplicadas las políticas y de qué manera se alcanzaba el consenso analizando cuantitativamente una muestra de páginas de discusión activas. Utilizando un volcado de la Base de datos de noviembre de 2006, el estudio se centraba en 250 páginas de discusión. El estudio mostró que las políticas no eran en absoluto aplicadas con consistencia. Como ilustración de sus tesis, el informe presentaba los siguientes dos textos en evidente contraste, extraídos de sendas páginas de discusión:
- Una discusión donde los participantes consideraron que el cálculo de una medida a partir de los datos proporcionados por una agencia gubernamental constituía investigación original

entonces la medida...¿no se considera investigación original? [U3]

No lo creo, parece más bien que la investigación original ha sido realizada por la agencia de gobierno [U4]

Si la agencia de gobierno no ha publicado aún los resultados, ¿sería o no FP "calcularlos" nosotros mismos? No estoy seguro. [U3]

No, ¿porqué habría de ser Fuente primaria? Extrapolar datos de una información que ya está disponible no es investigación original. [U5] 

De WP:NFP: "los artículos no deben contener ningún nuevo análisis o síntesis de argumentos publicados, conceptos, datos, ideas o  enunciados que sirvan para avanzar una determinada posición." [U4]

- Una discusión donde se usaba la lógica deductiva como contrargumento contra la política de Fuentes primarias

Tu idea es Fuente Primaria. Puedo señalarte sin problemas...un artículo académico que afirma que el antiautoritarismo no es intrínseco al panismo. Estás mezclando toda clase de ideas aquí, basándote únicamente en tus puntos de vista. [U6]

El simple razonamiento deductivo no es investigación original. El panismo es inherentemente antiautoritario; por lo tanto, un sistema económico autoritario no puede ser panista. ¿No estás de acuerdo con la premisa o con la conclusión? [U7]

Afirmando que este tipo de ambigüedades potenciaban los juegos de poder, el estudio identificaba siete ámbitos diferentes en los que tienen lugar diversas estrategias de lucha por el poder:
- Ámbito del artículo (lo que se considera off-topic en un artículo)
- Consenso previo (decisiones que habían sido tomadas en el pasado por la comunidad, presentadas como verdad inamovible e incontestable)
- Poder de interpretación (una sub-comunidad de usuarios que reivindica para sí misma una mayor autoridad interpretativa que el resto)
- Prestigio y experiencia del editor.
- Amenaza de sanción (bloqueo, etc.)
- Artículos considerados como modelo.
- Legitimidad de las fuentes (autoridad de las referencias en disputa)

Debido a la falta de espacio, el estudio detallaba únicamente los cuatro primeros aspectos, que fueron puestos en práctica a base de meras interpretaciones de las políticas. Un quinto tipo de fenómeno fue puesto en evidencia: las flagrantes violaciones de las políticas por parte de algunos usuarios muy bien valorados por sus contribuciones eran perdonadan a pesar de su falta de respeto por las reglas comunes. 

#### Límites del contenido de los artículos
El estudio considera que las políticas de Wikipedia son ambiguas respecto a la delimitación del ámbito de contenidos de los artículos, y usa el siguiente ejemplo para ilustrar este aspecto:

. . . el consenso es una mierda, los hechos están de mi parte. También tengo esto a mi favor...borrar una discusión acerca de la visión de la iglesia católica sobre el paleocentrismo, no sólo es erróneo, sino que además viola WP:PVN...borrarla violaría diversas políticas: WP:PVN, Sé valiente... Si todo lo que quieres es un artículo sobre la visión científica del paleocentrismo escríbelo tú mismo. [U12]

De hecho HABÍAMOS ESCRITO un artículo acerca de la teoría científica del paleocentrismo antes de que llegases...Obviamente eres nuevo aquí, U12...tus argumentos basados en tu interpretación de WP:PVN y Wikipedia:Sé valiente editando páginas son un poco ridículos, como los de un chico recién salido del Instituto en un debate sobre leyes constitucionales. Este tipo de cosas son principios con un significado bien establecido. Los que llevan aquí unos años los entienden mucho mejor que tú. No son armas adecuadas en las que basar tus argumentos...[U13]

El impacto social del "paleocentrismo" no es "el paleocentrismo"...Wikipedia no es de papel, no necesitamos atiborrar el artículo con cada uno de los aspectos que se pueden derivar del tema, y tampoco podemos considerarlo incompleto cuando no lo hemos hecho...[U14]
...lo primero que se dice en Lo que Wikipedia no es es que Wikipedia es una enciclopedia. Una enciclopedia real, como la Britannica dedica una considerable atención al paleocentrismo, incluyendo todas las implicaciones sociales, políticas y filosóficas que se derivan de la cuestión. [U12]

Como se dice en Lo que Wikipedia no es, los artículos de Wikipedia deberían ofrecer un breve resumen de los aspectos más importantes del tema que van a tratar. Para un biólogo como tú, los aspectos sociales del paleocentrismo  no estarán entre las cuestiones más importantes, pero para el resto de la sociedad no es así...[U12]<

Tú no estás hablando "del" paleocentrismo. Las cuestiones centrales del tema son el equilibrio periódico, la ondulación geomórfica o la aireación. Estos son los temas que tienen que ver con el paleocentrismo. Los "aspectos sociales" de los que hablas son materias periféricas, y no centrales. Son temas "relacionados" con el paleocentrismo, pero no son el paleocentrismo en sí...[U15]

El estudio ofrece la siguiente interpretación del caldeado debate:

Este tipo de debates sobre el ámbito de los artículos tienen lugar incluso en un entorno basado en el hipervínculo, el título de los artículos tiene su importancia. El artículo "Paleocentrismo" es más prestigioso y probablemente tendrá un mayor número de lectores que un artículo titulado "Aspectos sociales del paleocentrismo."

#### Consenso previo
El estudio incide en el hecho de que el consenso en Wikipedia es siempre provisional, y que los aspectos que en un momento dado se consideran consensuados, pueden cambiar en cualquier momento. Se señala que esta ambigüedad temporal supone un terreno abonado para que tengan lugar las luchas de poder, y sitúa el prestigio o la antigüedad de los editores por encima del consenso a la hora de determinar la propiedad de un artículo:

En la práctica, [...] existen propietarios “de facto” de ciertas páginas o coaliciones de usuarios que determinan el contenido de los artículos. El consenso previo de los miembros de estos grupos puede ser presentado como incontestable, enmascarando las luchas de poder que han podido tener lugar a la hora de establecer el consenso. [...] Los editores veteranos no se muestran dispuestos a perder su tiempo dando explicaciones sobre cuestiones que consideran ya resueltas. Apuntar al consenso previo, como ofrecer enlaces a las políticas, es un buen método para controlar las conductas disruptivas. Por otra parte, los usuarios novatos u ocasionales, suelen pensar a menudo que sus puntos de vista no están bien representados en las políticas y en las discusiones anteriores, y pretenden así resucitar nuevamente viejas discusiones sobre la cuestión.

El estudio usa la siguiente discusión para ilustrar ester tipo de fenómenos:

Casi todos los argumentos de [U17] han sido ya discutidos a fondo...Es como el juego del whack-a-mole: hacen un intento de argumentación y es refutado; un segundo argumento, y es refutado también; prueban con un tercero y lo mismo; entonces, prueban de nuevo con el primer argumento. [U18]

Sería interesante ver cuantos usuarios diferentes han intentado contribuir a este artículo o ampliar los diferentes puntos de vista del mismo sólo para ser amenazados por aquellos que creen firmemente en la polaridad cósmica. ¿Porqué no consideras quizás que tienen un punto de vista diverso y que U19, U20 y el resto de vosotros evitáis que contribuyan gracias simplemente a vuestros privilegios como bibliotecarios? [U21]

#### Poder de la interpretación
Un episodio ilustraba cómo los bibliotecarios hicieron caso omiso del consenso, eliminando los argumentos de los usuarios poco conocidos por la comunidad (una condición denominada Frupismo en el estudio). La intervención del bibliotecario tuvo lugar cuando el artículo estaba siendo nominado para Artículo Destacado.

#### Prestigio del usuario
Este tipo de estrategia es ilustrada por un editor (U24) que se basaba en su amplio historial de contribuciones para argumentar en contra de otro usuario, acusándolo de ser improductivo y molesto:

Oh, de modo que insinúas que no hago nada por Wikipedia... Por favor, échale un vistazo a mi historial!!! Tengo más de 7000 ediciones... Como sabes, he redactado prácticamente desde cero dos de los seis o siete ADs sobre filosofía...[U24]

#### Lucha explícita por la propiedad de los artículos
El estudio muestra que existen usuarios que violan consistentemente las políticas sin ser sancionados:
U24 hace un uso flagrante del "o nosotros o ellos" para imponer su autoridad: "si U25 persiste en su actitud, se irá". [...] Estas acciones violan claramente las políticas contra la propiedad del artículo, las normas de etiqueta y el correcto tratamiento a los novatos. Como usuario recién llegado, U25 puede que no conozca las políticas, pero U26 sin duda las conoce. La ceguera de U26 respecto a U24 se deriva del hecho de que el U24 es un contribuyente valioso en el campo de la filosofía y, U26 no ahorra comentarios en este sentido. No hay muchos editores que producen consistentemente material de alta calidad para Wikipedia; la comunidad está dispuesta a tolerar los abusos y violaciones de las políticas de los usuarios que efectúan un trabajo valioso.

Con los debidos respetos, la cuestión sigue sin resolver...me gustaría saber qué era lo inaceptable en la propuesta de U25. La falta de referencias, etc, era un fallo, pero precisamente por eso di algunas. [U26]

...este punto ya ha sido tratado en el artículo...Puede que sea necesario desarrollarlo un poco. Yo mismo puedo hacerlo cuanto saque algo de tiempo...¿Algo más? ¿También opinas, como U25, que el artículo es "pobre", que necesita una revisión de arriba a abajo, que necesita absurdas modificaciones como las que ha intentado introducir o ha mencionado más arriba? O estás conmigo o no lo estás, tu dirás. . . [U24]

En absoluto creo que el artículo sea pobre. De hecho, discrepo con muchas de las cosas que U25 ha dicho en esta misma página. Siento de verdad haberte molestado. [U26]

### Cómo convertirse en bibliotecario
Investigadores de la Universidad Carnegie Mellon idearon un modelo estadístico que permitía predecir si un usuario superaría o no los procedimientos requeridos para obtener los privilegios de bibliotecario. Usando únicamente metadatos extraídos de la propia Wikipedia (incluyendo los textos de los resúmenes de edición), su modelo es capaz de pronosticar, con un porcentaje de acierto del 74.8%, si el candidato tendrá o no éxito.
El estudio observó que, a pesar del discurso oficial, "la elección como bibliotecario supone, en muchos sentidos, un ascenso, distinguiendo un reducido grupo de élite de la masa de editores." Se utilizó una técnica estadística denominada en inglés policy capture, método que compara las características ideales con aquellas que realmente conducen al ascenso en un entorno de trabajo.
El porcentaje total de usuarios que habían superado el proceso de elección en 2008 fue del 53%, frente al 75% de 2005 y al 42% de 2006 y 2007. Este repentino incremento de "suspensos" fue atribuido a un aumento de los estándares que los bibliotecarios elegidos más recientemente habían tenido que afrontar, idea apoyada por otro estudio reciente que citaba a algunos de los bibliotecarios más veteranos, los cuales habían expresado sus dudas acerca del resultado que hubiesen obtenido si su votación hubiese tenido lugar recientemente. A la luz de estos fenómenos, el estudio sostenía que:

Frente al comentario fundacional de Jimbo Wales acerca de que ser bibliotecario "no es gran cosa", el proceso revestía, de hecho, una gran importancia.

Factores estadísticamente significativos a la hora de predecir el éxito o el fracaso de un editor ante una CAB, con p<0.05 fueron:
| Factor                                                   | 2006–2007 | pre–2006 |
| -------------------------------------------------------- | --------- | -------- |
| número de candidaturas previas                           | -14.8 %   | -11.1 %  |
| meses desde la primera edición                           | 0.4 %     | (0.2 %)  |
| cada 1000 ediciones en artículos                         | 1.8 %     | (1.1 %)  |
| cada 1000 ediciones en políticas                         | 19.6 %    | (0.4 %)  |
| cada 1000 ediciones en wikiproyectos                     | 17.1 %    | (7.2 %)  |
| cada 1000 ediciones en páginas de discusión de artículos | 6.3 %     | 15.4 %   |
| cada arbitraje o mediación                               | -0.1 %    | -0.2 %   |
| porcentaje de ediciones menores                          | 0.2 %     | 0.2 %    |
| porcentaje de resúmenes de edición                       | 0.5 %     | 0.4 %    |
| "Gracias" en los resúmenes de edición                    | 0.3 %     | (0.0%)   |
| "Fuente primaria" en resúmenes de edición                | 0.1 %     | (0.0%)   |
| ediciones en el TAB                                      | -0.1 %    | (0.2 %)  |

Contrariamente a lo que cabría esperar, presentarse en varias ocasiones como candidato a bibliotecario reduce las posibilidades de resultar elegido. En concreto, con cada candidatura la probabilidad de éxito se reduce en un 14,8 %. El grado de antigüedad con que cuenta el candidato juega un papel pequeño en determinar sus posibilidades de éxito en una Candidatura a bibliotecario
Otro descubrimiento siginificativo es que cada una de las ediciones en una página de Políticas o un Wikiproyecto cuenta como diez ediciones en el espacio de artículos. En relación con ello, se observó cómo los candidatos con experiencia en varias áreas contaban con una mayor probabilidad de ser elegidos. Este hecho fue registrado mediante un índice denominado "puntuación en diversidad", un simple recuento de las áreas en las que el candidato había participado. El estudio dividía Wikipedia en 16 áreas: artículos, páginas de discusión de artículos, consultas de borrado, etc. Por ejemplo, un usuario que hubiese editado artículos, su propia página de discusión y en consultas de borrado tendría una puntuación de 3. Efectuar una simple edición en cada área adicional elevaba la posibilidad de resultar elegido en un 2.8%. 
Realizar ediciones pequeñas también ayudaba, si bien los autores del estudio consideran que ello puede ser así porque las ediciones menores correlacionan positivamente con la experiencia. En contraste, cada edición en una página de mediación o arbitraje, o en una denuncia por violación de etiqueta (todos ellos páginas donde tienen lugar la resolución de disputas) restaba al candidato una probabilidad del 0.1 % de resultar elegido. Postear en el Tablón de anuncios de los bibliotecarios conllevaba un efecto similar. El estudio interpretó toda esta evidencia considerando que aquellos editores implicados en conflictos escalonados o prolongados reducían sus posibilidades de ser elegidos bibliotecarios.
Dar las gracias o emplear términos similares en los resúmenes de edición, así como señalar aspectos referidos al Punto de vista neutral (también en resúmenes de edición, ya que en el estudio sólo se analizaron metadatos) incrementaba en un 0,3 % y un 0,1 % respectivamente las posibilidades del candidato durante el período 2006-2007, pero en ambos casos de trataba de aspectos estadísticamente no significativos en períodos anteriores. 
El estudio mencionaba también algunos factores irrelevantes o, en el mejor de los casos, marginales:
- Edición de páginas de usuario (incluida la propia). Sorprendentemente, las ediciones en páginas de discusión de usuarios tampoco tenían un efecto significativo en la probabilidad de ser elegido.
- Dar la bienvenida a usuarios novatos o decir "por favor" en los resúmenes de edición no tenía efecto alguno.
- Participar en CABs o en el Café tampoco mejoraba las probabilidades del candidato. El estudio admite, sin embargo, que este tipo de ediciones se midieron de forma cuantitativa, y no cualitativa.
- La lucha contra el vandalismo, medida por el número de ediciones en Vandalismo en curso no tenía efecto alguno. Cada 1000 ediciones de este tipo presentaban una correlación positiva del 7 % con la posibilidad de ser elegido bibliotecario en 2006-2007, pero tales datos resultaban no significativos a menos que se aumente el umbral p a p<0.1. De hecho, antes de 2006 el número de ediciones de este tipo correlacionaba negativamente (-6.8%) con la posibilidad de resultar elegido bibliotecario, un fenómeno debido probablemente a la introducción de la regla de las tres reversiones en 2006 para ayudar a reducir las mismas.

El estudio sugiere que parte del 25 % de la variabilidad que el modelo dejaba por explicar era debido a factores que no habían sido tenidos en cuenta, como la calidad de las ediciones o la participación en sitios externos relacionados y en listas de correo.
El informe concluye: 

Llevar a cabo un gran trabajo de edición es insuficiente para el "ascenso" en Wikipedia. Las ediciones en artículos de los candidatos fueron débiles predictores de su éxito. Tienen que demostrar, además, buenas habilidades sociales. La participación en el desarrollo de las políticas y las contribuciones en Wikiproyectos resultaban mejores predictores del éxito del candidato en una CAB. Este fenómeno es consistente con las investigaciones que muestran que Wikipedia es un burocracia y que la importancia de los aspectos sociales y de coordinación se han incrementado notablemente [...] La participación en la redacción de las políticas o en los Wikiproyectos no era un factor significativo antes de 2006, lo que sugiere que la comunidad ha comenzado a valorar la participación en la redacción de políticas y la experiencia organizativa por encima de la creación y edición de artículos.